# Compsophis vinckei
Espèce
Synonymes
- Geodipsas vinckei Domergue, 1988

Statut de conservation UICN

 CR B1ab(iii) : 
En danger critique
Compsophis vinckei est une espèce de serpents de la famille des Lamprophiidae. 

## Répartition
Cette espèce est endémique de Madagascar.

## Publication originale
- Domergue, 1988 : Notes sur les serpents de la région malgache. 8. Colubridae nouveaux. Bulletin du Muséum national d’Histoire Naturelle de Paris, vol. 10, n. 1, p. 135-146.